# The Good, the Bad and the Upsetters
The Good, the Bad and the Upsetters je šesti album jamajčanskog sastava The Upsetters. Snimljen je za britanske turneje 1970.
Izdan je 1970. pod etiketom Trojan Records, a producirali su ga Bruce White i Tony Cousins. Žanrovski pripada reggaeu. Jedini je album The Upsettersa na kojima Lee Scratch Perry nije bio izravno uključen u stvaranje. Zbog toga ga nikad ga nije smatrao albumom Upsettersa.

## Sastav The Upsettersa
- Carlton Barrett - bubnjevi
- Aston "Family Man" Barrett - bas-gitara
- Alva Reggie Lewis - električna gitara
- Glen Adams - klavijature

## Popis pjesama

### Strana A
1. "Capo"
2. "Phil The Fluter"
3. "Guns Of Navarone"
4. "What Do You Say"
5. "Straight To The Head"
6. "Red Or Red"

### Strana B
1. "Mellow Mood"
2. "Family Man"
3. "Oney"
4. "Mama Look"
5. "Snow White"
6. "The Good The Bad & The Upsetter"